# Campeonato Africano de Atletismo de 2016 - Salto com vara feminino
A prova do salto com vara feminino do Campeonato Africano de Atletismo de 2016 foi disputada no dia 23 de junho  no Kings Park Stadium  em Durban, na África do Sul. Participaram da prova 9 atletas sendo que todos concluíram a prova. 

## Recordes
Antes desta competição, os recordes mundiais e do campeonato nesta prova eram os seguintes:
|                       | Nome              | Nacionalidade | Altura  | Local   | Data                 |
| --------------------- | ----------------- | ------------- | ------- | ------- | -------------------- |
| Recorde mundial       | Yelena Isinbayeva | Rússia        | 5m 06cm | Zurique | 28 de agosto de 2009 |
| Recorde do campeonato | Syrine Balti      | Tunísia       | 4m 21cm | Bambous | 10 de agosto de 2006 |
| Recorde africano      | Elmarie Gerryts   | África do Sul | 4m 42cm | Wesel   | 12 de junho de 2000  |

## Medalhistas
| Ouro               | Prata                | Bronze              |
| Syrine Balti (TUN) | Dora Mahfoudhi (TUN) | Nisrine Dinar (MAR) |

## Cronograma
Todos os horários são locais (UTC+2). 
| Data        | Hora  | Evento |
| ----------- | ----- | ------ |
| 23 de junho | 16:30 | Final  |

## Resultado final
| Posição           | Atleta            | Nacionalidade   | Altura | Notas |
| ----------------- | ----------------- | --------------- | ------ | ----- |
| Medalha de ouro   | Syrine Balti      | Tunísia         | 4.00   |       |
| Medalha de prata  | Dora Mahfoudhi    | Tunísia         | 3.80   |       |
| Medalha de bronze | Nisrine Dinar     | Marrocos        | 3.80   |       |
| 4                 | Alima Ouattara    | Costa do Marfim | 3.50   |       |
| 5                 | Dina Eltabaa      | Egito           | 3.50   |       |
| 6                 | Christie Nell     | África do Sul   | 3.40   |       |
| 7                 | Jodie Sedras      | África do Sul   | 3.30   |       |
| 8                 | Asli Lamley       | África do Sul   | 3.30   |       |
| 9                 | Nancy Cheekoussen | Ilhas Maurícias | 3.10   |       |

Legenda
| Recorde mundial       | Recorde mundial (World record)               |                       | Recorde africano                      | Recorde africano (African) |                                           | Q | Classificado por posição (Qualified) |
| Recorde do campeonato | Recorde do campeonato (Championship record)  | Recorde da América    | Recorde da América (Americas)         | q                          | Classificado por melhor tempo (Qualified) |   |                                      |
| Melhor marca do ano   | Melhor marca do ano (World leading)          | Recorde asiático      | Recorde asiático (Asian)              | DNS                        | Não largou (Did not start)                |   |                                      |
| Recorde nacional      | Recorde nacional (National record)           | Recorde europeu       | Recorde europeu (European)            | DNF                        | Não terminou (Did not finish)             |   |                                      |
| Recorde pessoal       | Recorde pessoal do atleta (Personal best)    | Recorde da Oceania    | Recorde da Oceania (Oceania)          | DSQ / DQ                   | Desclassificado (Disqualified)            |   |                                      |
| Recorde da temporada  | Recorde da temporada do atleta (Season best) | Recorde sul-americano | Recorde sul-americano (South America) | NM                         | Sem marca (No mark)                       |   |                                      |